# 46. Sinfonie (Haydn)
Die Sinfonie H-Dur Hoboken-Verzeichnis I:46 komponierte Joseph Haydn im Jahr 1772 während seiner Anstellung als Kapellmeister beim Fürsten Nikolaus I. Esterházy.

## Allgemeines

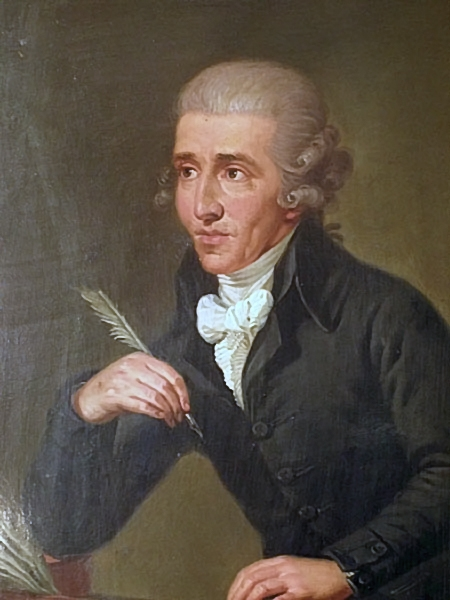
Joseph Haydn (Gemälde von Ludwig Guttenbrunn, um 1770)

Die Sinfonie Nr. 46 komponierte Haydn im Jahr 1772 während seiner Anstellung als Kapellmeister beim Fürsten Nikolaus I. Esterházy. Sie ist die einzige Sinfonie Haydns in der damals ungewöhnlichen Tonart H-Dur. Sie wird aufgrund von Gemeinsamkeiten (verwandte Tonarten, ungewöhnliche Gestaltung des Schlusssatzes) bzw. Gegensätzlichkeiten (starke motivische Arbeit im Kopfsatz von Nr. 46) oft als Gegenstück oder Schwesterwerk zur Sinfonie Nr. 45 angesehen.

## Zur Musik
Besetzung: zwei Oboen, zwei Hörner, zwei Violinen, Viola, Cello, Kontrabass. Zur Verstärkung der Bass-Stimme wurde damals auch ohne gesonderte Notierung ein Fagott eingesetzt. Über die Beteiligung eines Cembalo-Continuos in Haydns Sinfonien bestehen unterschiedliche Auffassungen.
Aufführungszeit: ca. 20 Minuten (je nach Einhalten der vorgeschriebenen Wiederholungen).
Bei den hier benutzten Begriffen der Sonatensatzform ist zu berücksichtigen, dass dieses Modell erst Anfang des 19. Jahrhunderts entworfen wurde (siehe dort). – Die hier vorgenommene Beschreibung und Gliederung der Sätze ist als Vorschlag zu verstehen. Je nach Standpunkt sind auch andere Abgrenzungen und Deutungen möglich.

### Erster Satz: Vivace
H-Dur, 4/4-Takt, 151 Takte

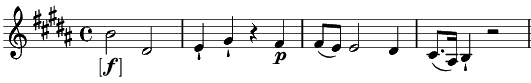
Beginn des Vivace

Der Satz beginnt mit einem signalartigen Motiv im Forte-Unisono, bestehend aus Sexte abwärts und Terz aufwärts („Signalmotiv“, Motiv A; strukturell ähnlicher Beginn im ersten Satz der Sinfonie Nr. 44). Nach einer Pause schließt sich die Piano-Antwort der Streicher (Motiv B) an. Das Thema wird nun variiert wiederholt, wobei das Signalmotiv in Gegenbewegung auftritt, die Streicher-Antwort durch Auf- und Abbewegung auf insgesamt sechs Takte verlängert ist und ohne Zäsur in die Überleitung (Takt 12–21) hineinführt. Hier moduliert Haydn mit einem aufsteigenden Motiv in den Streichern (Motiv C) und synkopischen Einwürfen der Bläser von der Tonika H-Dur zur Dominante Fis-Dur. Am Schluss greift er die Streicher-Antwort vom Satzanfang (Motiv B) wieder auf.
Im zweiten, wiederum motivartigen Thema (Takt 22 ff.,) spielt die 1. Violine anfangs die (verkürzte) Umkehrung des Signalmotivs vom ersten Thema, begleitet lediglich von einer gegenstimmenartigen Staccato-Achtelfigur der 2. Violine, und beantwortet dann ihre „Frage“ selbst mit einer analog dazu formulierten „Antwort.“ Im Forte-Tutti folgt nun die Fortspinnung des Gedankens, der in Takt 31 in den schlussgruppenartigen Achtellauf mit charakteristischem Halbtonschritt (Motiv D) übergeht. Unerwartet setzt dann jedoch in Takt 36 ein Fortissimo-Ausbruch von Motiv C in fis-Moll ein, unterlagert mit Synkopen. Ab Takt 42 klingt der Ausbruch mit einem Streicherbrummen wieder ab, das mit seiner ruhigen Bewegung in halben Noten (Motiv E) etwas an das Signalmotiv erinnert. Mit weiterem Anlauf über Motiv D kann dann die Exposition mit Motiv C in der „richtigen“ Tonart Fis-Dur (Dominante) schließen.
In der  Durchführung werden das Signalmotiv, Motiv C und Motiv E verarbeitet. Zunächst spielen die Streicher das Signalmotiv mit versetztem Einsatz in Engführung. In Takt 70 setzt eine Schein-Reprise des Signalmotivs in der Tonika H-Dur ein, auf die dann aber ab Takt 76 Motiv C in Fis-Moll mit Synkopen in der 2. Violine folgt. Wie in der Exposition, kommt die Bewegung dann durch Motiv E zur Ruhe. Nach Oktavsprüngen der beiden Violinen tauschen diese ihre Rolle: ab Takt 99 spielt die 2. Violine Motiv E, die erste Violine die begleitende Achtelfigur.
Die Reprise setzt in Takt 105 mit dem Signalmotiv auf H ein. Sie weist mehrere durchführungsartige Elemente auf, so wird z. B. das Signalmotiv bei der Wiederholung des ersten Themas wieder enggeführt und mündet direkt in die Passage mit Motiv D, gefolgt von dem Fortissimo-Ausbruch mit Motiv C in h-Moll. Das zweite Thema fehlt. Exposition sowie Durchführung und Reprise werden wiederholt.

### Zweiter Satz: Poco Adagio
h-Moll, 6/8-Takt, 66 Takte, Violinen mit Dämpfern
Wie auch in anderen langsamen Sinfoniesätzen Haydns dieser Zeit, spielen die Violinen mit Dämpfer. Die Streicher beginnen den Satz mit einer klagenden Melodie, die in taktweisem Wechsel mit fortspinnenden Staccato-Sechzehntelläufen steht (erstes Thema). Bei der dritten Variante ist die Sechzehntelfigur verlängert und mündet in ein strahlendes, aufsteigendes Motiv im D-Dur – Tutti (zweites Thema), unter dem die Sechzehntelbewegung weiterläuft und anschließend im Unisono wieder dominant hervortritt, um zum Abschluss in D-Dur (Tonikaparallele) zu führen. Nach zwei Takten mit ausholender, klagend-sanglicher Legato-Bewegung folgt eine Hoquetus-Passage, die wieder in die Klagebewegung übergeht, nun im energischen Forte-Unisono. Die Sechzehntelbewegung läuft dann auch bis zum Schluss der Exposition durch, am Ende als Staccato-Bewegung im Bass.
Der Mittelteil (Durchführung) beginnt als Variante des ersten Themas und spinnt dieses dann modulierend als ausholende Legato-Bewegung fort, unterlagert von der abgesetzten Bewegung aus der Hoquetus-Passage. Die Reprise (Takt 39 ff.) variiert das zweite Thema, bei dem nun die 2. Violine mit einer sequenzierenden Abwärtsbewegung stimmführend ist, und auch die schlussgruppenartige Klagefigur ist gegenüber der Exposition erweitert. Der Satz verhaucht im Pianissimo.

### Dritter Satz: Menuet. Allegretto
H-Dur, 3/4-Takt, mit Trio 54 Takte
Das Menuett ist durch den Wechsel von ganztaktigen Noten und Achtelketten mit „seufzerartigen“ Sekundschritten in abgesetzter Bewegung gekennzeichnet. Im ersten Teil (forte) markieren die ganztaktigen Noten im Wechsel mit den aufsteigenden Achtelketten den (aufsteigenden) H-Dur – Dreiklang, Viola und Bass begleiten in gleichmäßigen Vierteln. Die Schlusswendung führt zur Dominante Fis-Dur. Der zweite Teil spinnt ausgehend von Fis-Dur das Material als ausholende Legato-Bewegung der 1. Violine fort. Nach sechs Takten wechselt Haydn zum Piano, wo die Streicher das Anfangsthema aufgreifen – nun allerdings mit den Achtelketten abwärts statt aufwärts – und zur Tonika H zurückführen („ersterbendes Absinken“). Diese Phrase wird dann vom ganzen Orchester forte wiederholt. Der Charakter des Menuetts wird unterschiedlich beurteilt: Antony Hodgson bezeichnet das Menuett als „warm“, „stattlich“ und „unglaublich traurig“, nach Howard Chandler Robbins Landon ist der Satz anmutig-graziös, während nach Walter Lessing das Menuett „altväterische Behaglichkeit atmet (…).“
Für die Begleitung des Basses im Menuett ist bei den ganztaktigen Noten der Oberstimmen die abgesetzte Bewegung auf den letzten beiden Vierteln charakteristisch, die im Trio mit seiner atmosphärischer Klangfarbe in h-Moll wiederkehrt: Beide Violinen spielen eine langsame, getragene Melodie, die um den Ton D kreist, untermalt von der bereits im Menuett vorhandenen Bassfigur. Der erste Teil des Trios wird nicht notengenau wiederholt, sondern mit der Veränderung, dass die Melodie auf die beiden stimmführenden Violinen (Viola nun parallel zur 2. Violine) aufgeteilt ist. Dies erfolgt, indem jeweils durch Hinzutreten eines neuen Tones bzw. Liegenlassen eine charakteristische Dissonanz entsteht. Im zweiten Abschnitt kommen auch noch die Bläser dazu, wobei die Oboen in Terzen die getragene Hauptmelodie aufgreifen, während Fagott und Viola die abgesetzte Bassbewegung verstärken.

### Vierter Satz: Finale. Presto e Scherzando
H-Dur, 2/2-Takt (Alla breve), 214 Takte
Der Satz beginnt mit seinem tänzerischen Thema, dass zunächst nur von den Violinen piano gespielt wird, ab Takt 8 treten in der abwärts verlagerten Variante auch Bass und Bläser begleitend hinzu. Das Thema wird dann nochmals aufgegriffen, endet aber über energischem Unisono halbschlussartig auf der Dominante Fis. Nun setzt Haydn anstelle des regulär erwarteten zweiten Themas in Fis-Dur mit einer weiteren Variante des Hauptthemas in fis-Moll ein (ähnlich im Vivace) und sequenziert anschließend im Forte mit dem Tonrepetitions-Motiv vom Thema nach Cis-Dur, wo der Kopf des Themas nochmals in der stimmführenden Oboe betont wird.
Anschließend (Takt 49 ff.) greifen zunächst die Violinen (ohne übrige Begleitung, piano) und dann der Bass (mit Tutti, forte) das „Sequenz-Motiv“ wieder auf. Zum Ende der Exposition nimmt Haydn die Instrumente allmählich zurück, bis schließlich nur noch die 1. Violine, die in ihren Wiederholungen hängen bleibt, übrig ist, und das Orchester letztendlich ganz verstummt (zwei Takte Generalpause).
Auch die Durchführung beschränkt sich anfangs auf die Verarbeitung des Kopfes vom Hauptthema: Nach der abgebrochenen Vorstellung des Themas auf Dis wird es in veränderter Form wiederholt, nun aber nur noch von den Streichern, bis dann ab Takt 83 wiederum lediglich die Violinen übrig geblieben sind. Hier fällt auch eine in halben Noten fallende Linie als stimmführendes Element auf, die das erste Mal bereits während der Sequenzgruppe von Takt 35 ff. aufgetreten war, und nun neu fortgesponnen wird. Die Reprise (Takt 104 ff.) geht vom Hauptthema direkt in die Sequenzpassage. Nach einem zehn Takte langen Orgelpunkt auf der Fis und einer erneuten Generalpause bricht das Geschehen abrupt ab.
Nun folgt bis Takt 181 ein Abschnitt im 3/4-Takt, der mit „L´istesso Tempo die Menuet“ überschrieben ist und einen Ausschnitt aus dem zweiten Teil des Menuetts darstellt (ab dessen „Reprise“). Danach wird der Kopf vom Hauptthema im ursprünglichen Tempo wieder aufgegriffen, die Bewegung bleibt aber gleich wieder in Wiederholungen des Hauptmotivs hängen, und wie zum Ende der Exposition ist schließlich nur noch die 1. Violine übrig, worauf das Orchester erneut ganz verstummt (zwei Takte Generalpause).
Wie im Echo setzt dann im Pianissimo über einem zehntaktigen Orgelpunkt auf H nochmals das Thema ein, diesmal mit einer schließenden Wendung. Zwei kräftige Akkorde (Dominante – Tonika) im Fortissimo beenden den Satz.
Der Einschub des Menuetts ist möglicherweise als Pendant zum Schluss-Adagio der Sinfonie Nr. 45 zu interpretieren, Haydns konkrete Intention ist jedoch nicht bekannt. Vielleicht handelt es sich bei den beiden ungewöhnlichen Schlusssätzen der Sinfonien Nr. 45 und 46 um „einen ironischen Abschluss der sinfonischen Experimente bis 1772“.